# Uthina
Pour les articles homonymes, voir Uthina (Tunisie).
Genre
Uthina est un genre d'araignées aranéomorphes de la famille des Pholcidae.

## Distribution
Les espèces de ce genre se rencontrent en Asie du Sud-Est, en Océanie et au Sri Lanka. Uthina luzonica  été introduite à Taïwan, à La Réunion et aux Seychelles.

## Liste des espèces
Selon World Spider Catalog (version 20.0, 09/02/2019) :
- Uthina huahinensis Yao & Li, 2016
- Uthina huifengi Yao & Li, 2016
- Uthina hylobatea Huber, Caspar & Eberle, 2019
- Uthina javaensis Yao & Li, 2016
- Uthina khaosokensis Yao, Li & Jäger, 2014
- Uthina luzonica Simon, 1893
- Uthina maya Huber, Caspar & Eberle, 2019
- Uthina mimpi Huber, Caspar & Eberle, 2019
- Uthina muangensis Yao & Li, 2016
- Uthina potharamensis Yao & Li, 2016
- Uthina ratchaburi Huber, 2011
- Uthina saiyokensis Yao & Li, 2016
- Uthina sarikaensis Yao & Li, 2016
- Uthina sulawesiensis Yao & Li, 2016
- Uthina wongpromi Yao & Li, 2016
- Uthina yunchuni Yao & Li, 2016
- Uthina zhigangi Yao & Li, 2016

## Publication originale
- Simon, 1893 : Histoire naturelle des araignées. Paris, vol. 1, p. 257-488 (texte intégral).